# Замуровывание
Замуровывание — вид смертной казни, при которой человека помещали в строящуюся стену или окружали глухими стенами со всех сторон, после чего тот умирал от голодного истощения или обезвоживания (если казнимого помещали в достаточного объёма помещение или в помещение с притоком воздуха). Это отличает её от погребения заживо, где человек умирал от удушья.
Замуровывание упоминается в легендах, фольклоре (например, в румынской балладе «Мастер Маноле») и литературе. Часто этот вид казни упоминается в финских легендах, например, о девушке, которой несправедливо вменили государственную измену. Её замуровали в стене замка Олафсборг, у которой, по легенде, выросла рябина с белыми, как её невинность, цветами и красными, как кровь, ягодами.
На Балканах получило распространение поверье, что крепость или мост будут стоять долго, если внутрь замуровать живого человека (чаще всего невесту или молодую жену одного из строителей).

## В литературе
В литературе тема замуровывания заживо в стену встречается в рассказе Эдгара Аллана По «Бочонок амонтильядо» (главный герой отомстил таким образом своему обидчику), что впоследствии нашло отражение в одном из эпизодов экранизации другого рассказа По — «Колодец и маятник».
В романе Генри Райдера Хаггарда «Дочь Монтесумы» испанские инквизиторы замуровывают в стену монахиню Изабеллу де Сигуенса с младенцем, которую соблазнил и бросил главный злодей романа Хуан де Гарсиа. В романе Владимира Короткевича «Черный замок Ольшанский» князь Витовт Федорович Ольшанский замуровывает свою жену и её возлюбленного Гремислава Валюжинича в подземелье своего замка.